# Bužinija
Bužinija (wł. Businia) – wieś w Chorwacji, w żupanii istryjskiej, w mieście Novigrad. W 2011 roku liczyła 936 mieszkańców.